# Élection partielle de Glasgow Hillhead de 1982
L'élection partielle de Glasgow Hillhead de 1982 se déroule le 25 mars 1982. Elle vise à remplacer le député britannique Tam Galbraith, représentant la circonscription électorale écossaise de Glasgow Hillhead à la Chambre des communes, qui est mort le 2 janvier de la même année. Elle est remportée par Roy Jenkins, du Parti social-démocrate. C'est la première fois depuis la création de cette circonscription qu'elle n'est pas remportée par le candidat du Parti conservateur.

## Les candidats
En 1981, le Parti travailliste connaît une scission à la suite de la création du Parti social-démocrate (SDP) par la « Bande des Quatre (en) » : David Owen, Bill Rodgers, Shirley Williams et Roy Jenkins. Le nouveau parti est déjà représenté à la Chambre des communes en raison de la défection de plusieurs députés travaillistes et d'un conservateur. Après la victoire de Williams à l'élection partielle de Crosby, en novembre 1981, Jenkins est le dernier membre de la « Bande des Quatre » à ne pas être député, ayant perdu de peu l'élection partielle de Warrington en juillet de la même année. Quelques jours seulement après la mort de Tam Galbraith, le secrétaire de la branche écossaise du SDP, Denis Sullivan, annonce que les membres écossais du parti souhaitent que Jenkins les représente à l'élection partielle.
Le candidat travailliste pour Glasgow Hillhead aux élections générales de 1979, Richard Mowbray, fait partie des recrues du SDP. En raison de la composition socioéconomique de l'électorat, dominée par la classe moyenne, et des bons résultats du Parti libéral aux élections de 1979, le SDP, qui a conclu un pacte électoral avec les libéraux, considère la conquête de ce siège comme un objectif réalisable. Pour Sullivan, sa situation est comparable à celle de Croydon North West, remporté par le candidat de l'alliance libéraux-SDP lors de l'élection partielle d'octobre 1981. La candidature de Jenkins n'est pas acquise pour autant, car l'association libérale de Hillhead a déjà choisi un candidat, Chic Brodie (en), et mène une campagne intensive depuis la dernière élection générale. Brodie, qui a refusé de se retirer au profit d'un candidat social-démocrate lors d'une élection au conseil de district de Kyle and Carrick, critique la manière dont les deux partis s'empressent de marchander sitôt la mort de Galbraith annoncée, mais il déclare qu'il agira dans l'intérêt de l'alliance. En fin de compte, la nomination de Jenkins comme candidat unique de l'alliance libéraux-SDP n'est acquise qu'après un débat tendu à son domicile entre des pontes des deux partis.
Le Parti conservateur espère parvenir à conserver le siège de Glasgow Hillhead, malgré des sondages inquiétants. Plusieurs candidatures sont envisagées, dont celle de Len Turpie, un avocat qui est aussi le leader du groupe conservateur au conseil régional du Strathclyde et le mari de la présidente de l'association conservatrice locale, ou d'Anna McCurley (en), une enseignante. C'est finalement Gerry Malone qui est choisi pour représenter le parti. Cet avocat de métier milite pour la réduction des aides sociales et le retour de la peine de mort. La campagne s'annonce difficile pour le Parti travailliste, qui bénéficie néanmoins de sondages favorables. Son candidat est David Wiseman, un conseiller local appartenant à l'aile bennite du parti, surtout connu pour son intérêt pour le monstre du Loch Ness.
Le Parti national écossais (SNP) présente un candidat à Glasgow Hillhead depuis les élections générales de 1970, qui recueille environ 10 % des voix à chaque scrutin. Son candidat en 1981 est George Leslie (en), un vétérinaire de la région. La campagne du SNP est axée sur la question de l'indépendance de l'Écosse et rappelle régulièrement que Jenkins a passé toute sa vie au pays de Galles et en Angleterre. Le petit Parti de l'écologie est représenté par Nicolette Carlaw, qui fait campagne en faveur du désarmement nucléaire.
Enfin, trois candidatures plus excentriques viennent compléter l'offre proposée aux électeurs. Le pasteur protestant Jack Glass milite contre la visite prévue en Écosse du pape Jean-Paul II, qu'il décrit comme l'Antéchrist. Bill Boaks (en), qui s'est fait une spécialité de participer à autant d'élections partielles que possible, est particulièrement attaché à la sécurité routière. Enfin, un Parti social-démocrate fondé en 1979, sans lien avec le SDP, présente comme candidat Douglas Parkin, qui fait légalement changer son nom en « Roy Harold Jenkins » afin de semer la confusion dans l'esprit des électeurs souhaitant voter pour Roy Jenkins, dont le deuxième prénom est Harris.

## La campagne
Quelques jours seulement après la mort de Galbraith, The Glasgow Herald prédit que l'élection partielle sera l'une des plus féroces qu'aura connu l'Écosse au XXe siècle. La campagne s'avère effectivement animée et les sondages montrent les trois principaux candidats au coude à coude, Jenkins bénéficiant d'une petite avance sur Malone, Wiseman arrivant en troisième position. Pour améliorer ses chances, plusieurs grandes figures du Parti travailliste viennent participer à la campagne, comme Tony Benn ou même le leader du parti Michael Foot. Wiseman se laisse également convaincre de retirer la boucle d'oreille qu'il porte en permanence.
Jenkins fait appel quant à lui aux autres membres de la « Bande des Quatre ». Parmi eux, Shirley Williams annonce que cette élection partielle constitue « la dernière chance pour la Grande-Bretagne de découvrir une alternative à la révolution démocratique et modérée, mais radicale ». Jenkins ne participe pas à la dernière semaine de campagne, ce qui donne lieu à des interrogations sur son état de santé. Malone bénéficie du soutien de John Nott, Geoffrey Howe et Ted Heath, et le gouvernement conservateur annonce d'importants investissements dans le Queen's Dock de Glasgow. Par la suite, Malone affirme que les partisans de Jenkins se sont servis de son catholicisme pour dissuader l'électorat en majorité protestant de voter pour lui.
Le SDP intente un procès à « Roy Harold Jenkins », qu'ils accusent de violer le Representation of the People Act, mais le tribunal ne tranche pas en leur faveur. Il leur reconnaît néanmoins le droit d'attirer l'attention sur la position de leur candidat sur les bulletins de vote. Ainsi, le jour de l'élection, des hommes-sandwiches bénévoles portant le message « Le vrai Roy Jenkins est numéro 5 » sont placés à l'entrée des bureaux de vote. Parmi eux se trouve Charles Kennedy, futur leader des Libéraux-démocrates.

## Les résultats
La participation est supérieure à celle enregistrée lors de l'élection générale de 1979. Jenkins arrive en tête avec un tiers des votes exprimés et 2 038 voix d'avance sur Malone, Wiseman se classant troisième. Conservateurs et travaillistes enregistrent tous deux une sévère baisse de leurs pourcentages de voix, tandis que le SNP connaît au contraire une légère hausse. Les autres candidats ne dépassent pas les 1 000 voix à eux tous, dont 282 pour le faux Roy Jenkins qui n'a donc pas influé sur le résultat final. Les 5 voix de Bill Boaks constituent la pire performance d'un candidat à une élection partielle qui ne se soit pas désisté.
| Parti         | Parti                                              | Candidat           | Votes  | Votes | Votes  |
| Parti         | Parti                                              | Candidat           | Voix   | %     | +/-    |
| ------------- | -------------------------------------------------- | ------------------ | ------ | ----- | ------ |
|               | Parti social-démocrate                             | Roy Jenkins        | 10 106 | 33,4  | —      |
|               | Parti conservateur                                 | Gerry Malone       | 8 068  | 26,6  | – 14,4 |
|               | Parti travailliste                                 | David Wiseman      | 7 846  | 25,9  | – 8,5  |
|               | Parti national écossais                            | George Leslie (en) | 3 416  | 11,3  | + 1,2  |
|               | Protestant Crusade against the Papal Visit         | Jack Glass         | 388    | 1,3   | —      |
|               | Parti social-démocrate (1979)                      | Roy Harold Jenkins | 282    | 0,9   | —      |
|               | Parti de l'écologie                                | Nicolette Carlaw   | 178    | 0,6   | —      |
|               | Public Safety Democratic Monarchist White Resident | Bill Boaks (en)    | 5      | 0,0   | —      |
| Participation | Participation                                      | Participation      | 30 289 | 76,4  | + 0,7  |

La victoire du SDP lui permet d'avoir 29 députés à la Chambre des communes. D'après le Glasgow Herald, les conservateurs peuvent s'estimer satisfaits de leur seconde place, tandis que le résultat des travaillistes est un véritable camouflet pour Michael Foot. Le journal note également l'échec du SNP, qui ne récupère pas ses frais engagés et voit le SDP menacer sa position de troisième parti d'Écosse.
Grâce à sa victoire, Roy Jenkins se sent légitime à présenter sa candidature au leadership du SDP. Il remporte cette élection en juillet 1982 face à David Owen, mais démissionne l'année suivante après les résultats médiocres du SDP aux élections générales de 1983. Il perd la circonscription de Glasgow Hillhead en 1987 au profit du travailliste George Galloway. Gerry Malone décroche quant à lui le siège d'Aberdeen South aux élections de 1983. George Leslie se représente à Glasgow Hillhead pour le SNP la même année, mais réalise un score deux fois moins bon que lors de l'élection partielle.